# Station Altkirch
Station Altkirch is een spoorwegstation in de Franse gemeente Altkirch.

## Treindienst
| Serie | Treinsoort | Route                               | Bijzonderheden |
| ----- | ---------- | ----------------------------------- | -------------- |
| C 13  | TER (SNCF) | Belfort – Altkirch – Mulhouse-Ville |                |